# Gruppe der acht Entwicklungsländer

Logo der Gruppe der acht Entwicklungsländer

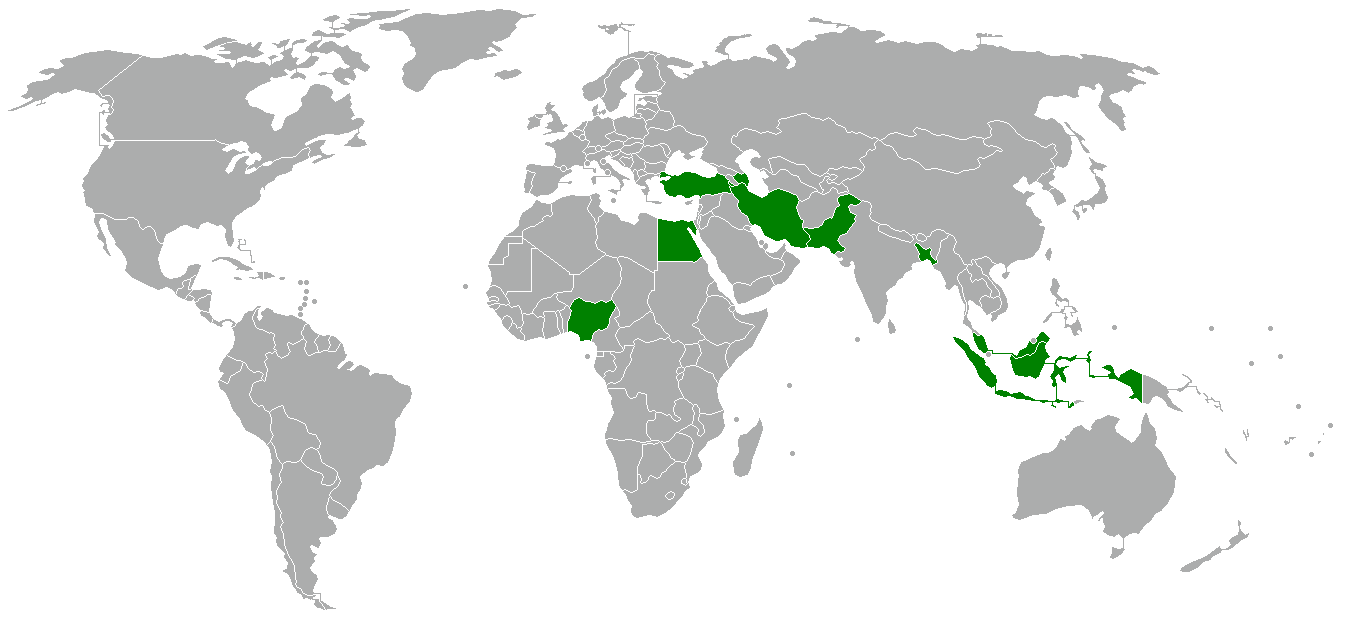
Mitgliedstaaten

Bei der Gruppe der acht Entwicklungsländer (kurz D-8, von englisch „Developing 8 Countries“) handelt es sich um eine Gruppe von Entwicklungs- und Schwellenländern mit mehrheitlich muslimischer Bevölkerung, die sich zu einem Bündnis für wirtschaftliche Entwicklung zusammengeschlossen haben. Die D-8-Staaten sind Ägypten, Bangladesch, Indonesien, Iran, Malaysia, Nigeria, Pakistan und die Türkei. Am 19. Dezember 2024 trat Aserbaidschan als neues Mitglied bei. Die Gruppe wurde am 15. Juni 1997 in Istanbul mit der Erklärung von Istanbul offiziell gegründet. Zuvor gab es einige Vorbereitungstreffen mit Vertretern der beteiligten Staaten.
Die Ziele der D-8 bestehen nach eigenen Angaben darin, die Stellung der Entwicklungsländer in der Weltwirtschaft zu verbessern, Handelsbeziehungen zu diversifizieren und neue Möglichkeiten für Handelsbeziehungen zu schaffen, die Möglichkeiten der Teilhabe bei Entscheidungen auf internationaler Ebene auszubauen und für bessere Lebensbedingungen zu sorgen. 
Auf ihrem Treffen auf Bali vom 13. bis zum 14. Mai 2006 unterzeichneten die D-8-Staaten das Handelsabkommen „Preferential Trade Agreement“ (PTA), mit dem durch den Abbau von Zöllen der Handel zwischen den D-8-Staaten ausgebaut werden soll. Die Organe der D-8 sind der Gipfel der Regierungs- und Staatschefs, ein Rat und eine Kommission. Die Gipfeltreffen, das höchste Entscheidungsgremium der D-8 finden alle zwei Jahre statt. Im Rat sind die Außenminister der D-8-Staaten vertreten. Die Kommission ist das Exekutivorgan der D-8. Unterstützt werden sie durch ein Sekretariat unter dem Vorsitz des Generalsekretärs. 